# Justine Johnston
Justine Johnston (Evanston, 13 giugno 1921 – West Hollywood, 13 gennaio 2006) è stata un'attrice e cantante statunitense.
È nota soprattutto come interprete di musical a Broadway e nel resto degli Stati Uniti. Tra le sue apparizioni teatrali si ricordano: Follies (Broadway, 1971; Los Angeles, 1972; Los Angeles, 2002), Angel (Broadway, 1978), I Remember Mama (Broadway, 1979) e Me and My Girl (Broadway, 1986).

## Filmografia

### Cinema
- Arturo (Arthur), regia di Steve Gordon (1981)
- 9 settimane e ½ (9½ Weeks), regia di Adrian Lyne (1986)
- Attrazione fatale (Fatal Attraction), regia di Adrian Lyne (1987)
- Vivere in fuga (Running on Empty), regia di Sidney Lumet (1988)
- La prossima vittima (Eye for an Eye), regia di John Schlesinger (1996)
- Bogus - L'amico immaginario (Bogus), regia di Norman Jewison (1996)
- Il Duca (The Duke), regia di Philip Spink (1999)
- Un ragazzo tutto nuovo (The New Guy), regia di Ed Decter (2002)

### Televisione
- Seinfeld - serie TV, 1 episodio (1992)
- The Drew Carey Show - serie TV, 1 episodio (1996)
- Raven - serie TV, 1 episodio (2004)

## Doppiatrici italiane
- Clelia Bernacchi in Arturo
- Gabriella Genta in 9 settimane e ½
- Franca Lumachi in Attrazione fatale
- Germana Dominici ne La prossima vittima
- Alina Moradei ne Il duca